# Тараканівська сільська рада
Тарака́нівська сільська́ ра́да — колишній орган місцевого самоврядування в Дубенському районі Рівненської області. Адміністративний центр — село Тараканів.

## Загальні відомості
- Тараканівська сільська рада утворена в 1939 році.
- Територія ради: 42,794 км²
- Населення ради: 1 874 особи (станом на 2001 рік)
- Територією ради протікає річка Іква.

## Населені пункти
Сільській раді підпорядковані населені пункти:
- с. Тараканів
- с. Великі Загірці
- с. Малі Загірці
- с. Рачин

## Склад ради
Рада складається з 14 депутатів та голови.
- Голова ради: Сорочинська Наталія Григорівна

### Керівний склад попередніх скликань
| Прізвище, ім'я, по батькові    | Основні відомості                                                 | Дата обрання | Дата звільнення |
| ------------------------------ | ----------------------------------------------------------------- | ------------ | --------------- |
| Бороденко Наталія Миколаївна   | Сільський голова, 1969 року народження, освіта вища               | 26.03.2006   | 31.10.2010      |
| Бороденко Наталія Миколаївна   | Сільський голова, 1969 року народження, освіта вища, позапартійна | 31.10.2010   | 10.11.2015      |
| Сорочинська Наталія Григорівна | Сільський голова, 1974 року народження, освіта вища, позапартійна | 10.11.2015   |                 |

Примітка: таблиця складена за даними сайту Верховної Ради України